# UFC Fight Night: Royval vs. Taira
UFC Fight Night: Royval vs. Taira (conosciuto anche come UFC Fight Night 244, UFC on ESPN + 102 oppure UFC Vegas 98) è stato un evento di arti marziali miste tenuto dalla Ultimate Fighting Championship il 12 ottobre 2024 all'UFC Apex di Las Vegas, negli Stati Uniti.

## Risultati
|                  | Divisione               |                   |                 |                 | Metodo                                      | Round           | Tempo           | Premio          |
| Card Principale  | Card Principale         | Card Principale   | Card Principale | Card Principale | Card Principale                             | Card Principale | Card Principale | Card Principale |
| ---------------- | ----------------------- | ----------------- | --------------- | --------------- | ------------------------------------------- | --------------- | --------------- | --------------- |
|                  | Pesi mosca              | Brandon Royval    | batte           | Tatsuro Taira   | Decisione non unanime (47–48, 48–47, 48–47) | 5               | 5:00            | FOTN            |
|                  | Pesi medi               | Park Jun-yong     | batte           | Brad Tavares    | Decisione non unanime (28–29, 29–28, 29–28) | 3               | 5:00            |                 |
|                  | Catchweight (172.5 lbs) | Chidi Njokuani    | batte           | Jared Gooden    | Decisione unanime (30–27, 30–27, 30–27)     | 3               | 5:00            |                 |
|                  | Pesi leggeri            | Grant Dawson      | batte           | Rafa García     | KO tecnico (gomitate e pugni)               | 2               | 1:42            |                 |
|                  | Pesi welter             | Daniel Rodriguez  | batte           | Alex Morono     | Decisione non unanime (28–29, 29–28, 29–28) | 3               | 5:00            |                 |
| Card Premininare |                         |                   |                 |                 |                                             |                 |                 |                 |
|                  | Pesi mosca              | Ramazan Temirov   | batte           | C.J. Vergara    | KO tecnico (pugni)                          | 1               | 2:50            | POTN            |
|                  | Pesi piuma              | Pat Sabatini      | batte           | Jonathan Pearce | Sottomissione (rear-naked choke)            | 1               | 4:06            |                 |
|                  | Pesi welter             | Themba Gorimbo    | batte           | Niko Price      | Decisione unanime (30–27, 30–27, 30–27)     | 3               | 5:00            |                 |
|                  | Pesi massimi            | Junior Tafa       | batte           | Sean Sharaf     | KO tecnico (pugni)                          | 2               | 2:15            |                 |
|                  | Pesi paglia femminili   | Julia Polastri    | batte           | Cory McKenna    | Decisione non unanime (29–28, 28–29, 30–27) | 3               | 5:00            |                 |
|                  | Catchweight (138.5 lbs) | Cody Haddon       | batte           | Daniel Argueta  | Decisione unanime (30–27, 30–27, 30–27)     | 3               | 5:00            |                 |
|                  | Pesi mosca              | Clayton Carpenter | batte           | Lucas Rocha     | Sottomissione tecnica (rear-naked choke)    | 2               | 2:12            | POTN            |

## Premi
I lottatori premiati ricevettero un bonus di 50.000 dollari.
Legenda:
- FOTN: Fight of the Night (vengono premiati entrambi gli atleti per il miglior incontro dell'evento)
- POTN: Performance of the Night (viene premiato il vincitore per la migliore performance dell'evento)